# Whanganui
Cet article concerne le fleuve néo-zélandais. Pour la ville néo-zélandaise, voir Wanganui.
Le fleuve Whanganui (en anglais : Whanganui River) est le troisième plus long cours d'eau de la Nouvelle-Zélande. Il est situé dans la partie sud de l'île du Nord dans la région de Manawatu-Wanganui, il se déverse dans le détroit de Cook, en mer de Tasman.

## Histoire
Il était longtemps connu sous le nom de Wanganui (sans le H) ; son nom fut changé en 1991 à la suite d'un accord avec les iwi locaux, ainsi que pour le différencier de la Wanganui dans l'île du Sud. La ville de Wanganui est située à son embouchure.
Le 15 mars 2017, il est doté du statut de personnalité juridique par le Parlement de Nouvelle-Zélande.

## Géographie
Long de 290 km, les deux rives de ses premiers kilomètres font partie du parc national de Whanganui, mais pas le fleuve lui-même.
Le fleuve puise sa source près du lac Rotoaira, au versant nord du mont Tongariro, l'un des trois volcans actifs du plateau central de l'île du Nord. Il coule au nord-ouest avant de tourner au sud-ouest à proximité de la ville de Taumarunui. De là il continue son cours à travers le terrain accidenté et boisé du King Country avant de tourner au sud-est et passer par les petits villages de Pipiriki et Jerusalem. Il atteint la côte et son embouchure au niveau de la ville de Wanganui. C'est le plus long cours d'eau navigable du pays.

## Affluents
Parmi ses affluents on trouve la rivière Whakapapa, le Kakahi, l'Ongarue, le Retaruke, l'Ohura, et le Mangapurua.

## Aménagements et écologie

### Mythe

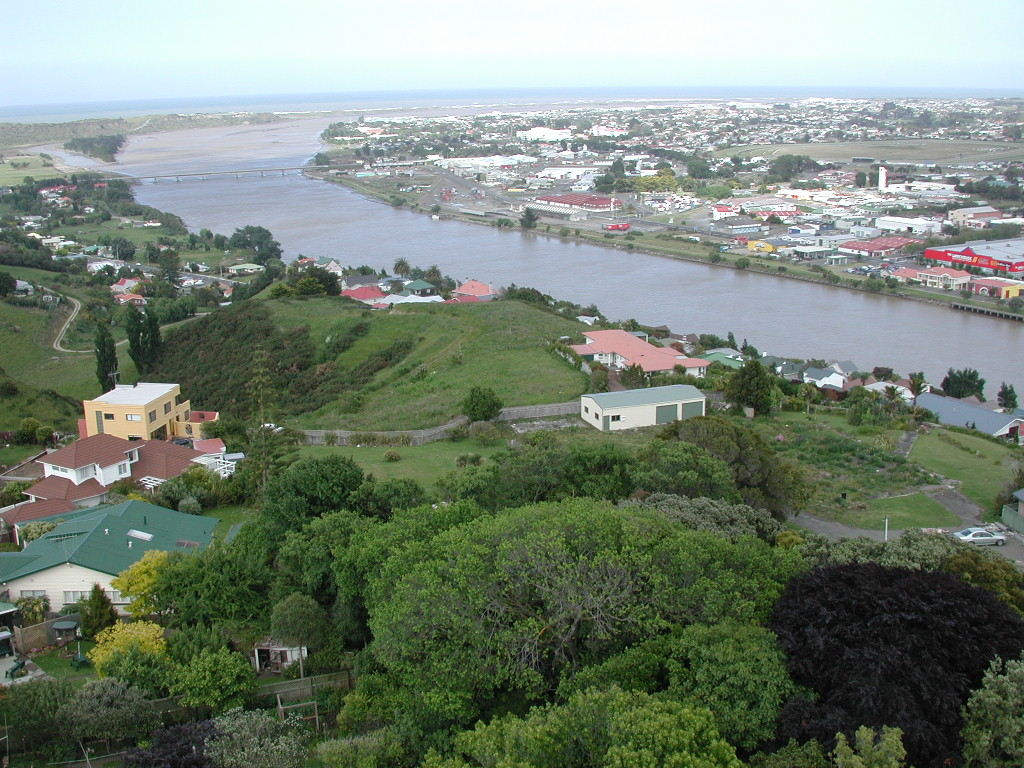
Vue du fleuve à son embouchure à la ville de Wanganui

Une légende des Maoris sur le mont Taranaki/Egmont raconte la création du fleuve. Quand le mont quitta le plateau central pour la côte ouest, la terre s'ouvrit et le fleuve remplit cet espace. Toujours selon la mythologie maori, le premier à explorer le fleuve est Tamatea, l'un des chefs de la migration aux nouvelles terres, qui aurait remonté le fleuve jusqu'au lac Taupo. Beaucoup de lieux sur les rives du Whanganui sont nommés en son honneur.
Le Whanganui a toujours été une route commerciale et de communication importante dans l'île du Nord, pour les Maori et les Pakeha. Il est toutefois un fleuve dangereux, avec des eaux torrentielles et plus de 200 chutes. Malgré ces difficultés de navigation il resta la principale route vers l'intérieur des terres pour de nombreuses d'années.
Avant l'arrivée des Européens la région autour du Whanganui était la plus densément peuplée du pays. Avec l'arrivée des colons, c'est l'embouchure qui deviendra un centre commercial et la partie la plus importante du fleuve. Son importance comme route commerciale augmenta avec l'installation en 1892 du réseau de bateaux à vapeur d'Alexander Hatrick ; il atteint finalement la ville de Taumarunui, d'où les passagers pouvaient prendre le train ou un autre transport terrestre pour entrer dans l'intérieur et vers la côte nord de l'île du Nord. Le service de bateaux à vapeur diminua en importance lors de la fin des travaux sur la ligne ferroviaire North Island Main Trunk (en). Aujourd'hui deux des navires ont été restaurés et sont visitables : le PS Waimarie et le MV Wairua.
Au début du XXe siècle le fleuve (alors encore connu sous le nom de Wanganui), fut l'une des attractions touristiques les plus populaires du pays dû fait de ses paysages sauvages et les kainga (villages maori) situé sur ses rives. Dans les années 1930, on essaya d'y implanter l'agriculture, activité qui échoua dû fait des terrains accidentés et de l'isolement de l'intérieur de l'île du Nord. Il reste un vestige de ce projet, le Bridge to Nowhere, un petit pont menant nulle part, de part et d'autre du Mangapurua Stream, un cours d'eau d'accès difficile.
Dans les années 1970 une éruption mineure du mont Ruapehu fit déborder l'eau du lac Ruapehu. L'eau polluée et toxique se mélangea avec les eaux du Whanganui, tuant beaucoup d'organismes.
C'est aujourd'hui un lieu spirituellement important pour les Maori, très nombreux dans la région avant l'arrivée des Européens. Le fleuve est considéré comme un taonga, ou trésor. C'est l'une des régions les plus contestées par les Maori au sein du Tribunal de Waitangi, dont le dossier le plus long de l'histoire du pays.

### Personnalité juridique
Le 15 mars 2017, le parlement néo-zélandais, par le Te Awa Tupua Act ( Whanganui River Settlements) - reconnait au fleuve sa qualité d'« être vivant unique », et le dote ainsi d'une personnalité juridique lui permettant d'être représenté dans les procédures judiciaires par deux avocats ; l'un membre du gouvernement et l'autre issu de l'iwi (clan) Whanganui,.

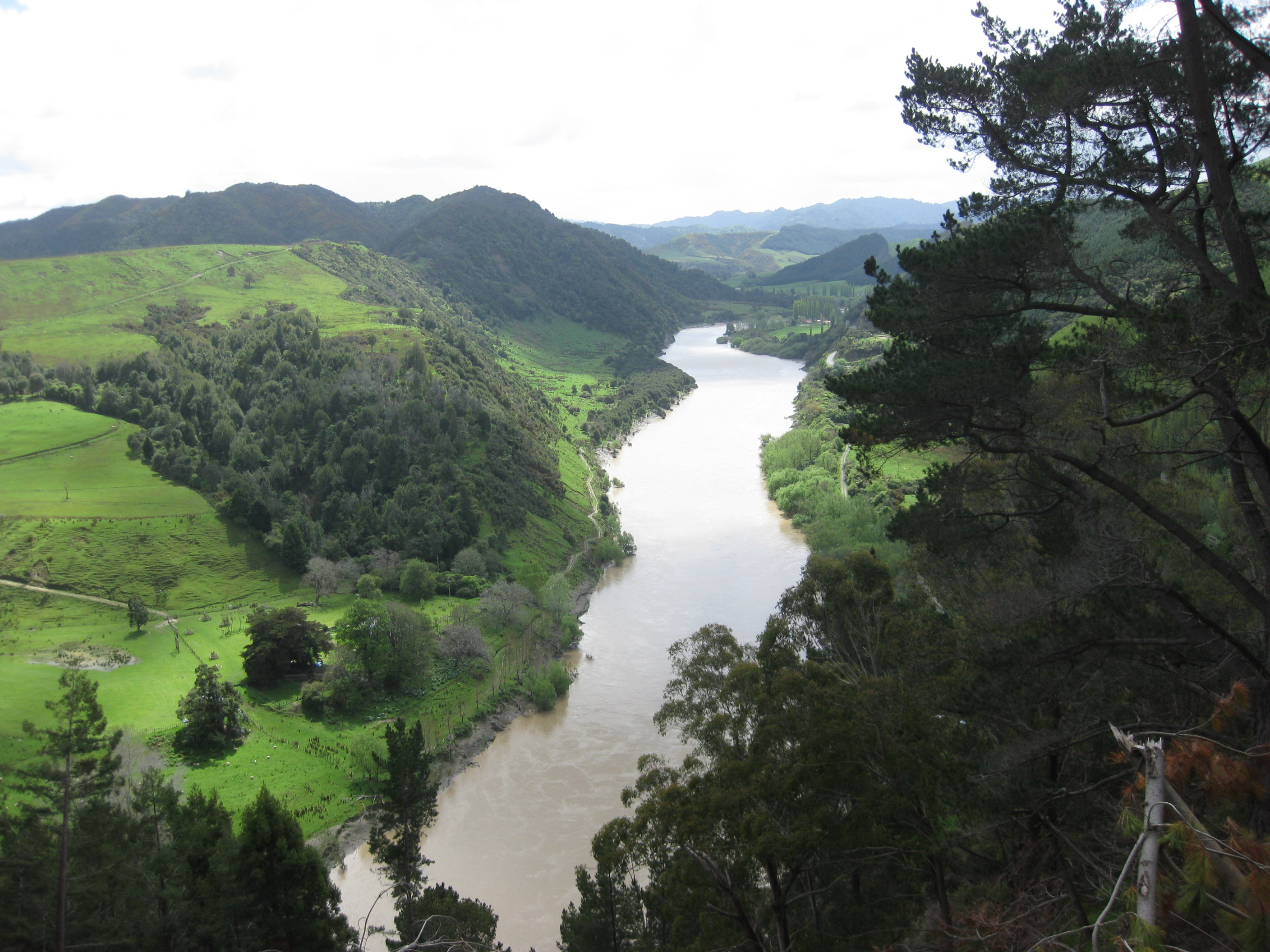
Whanganui

Selon la philosophe Catherine Larrère, la décision d'attribuer une personnalité juridique au fleuve est « indissociable de la reconnaissance de la culture des Maoris et de la lutte qu’ils ont menée depuis l’arrivée des colons britanniques en Nouvelle-Zélande à la fin du XIXe siècle », elle « révèle à quel point la protection de la nature doit s'appuyer sur la culture locale ». Pour le ministre de la Justice néo-zélandais : « Cela marque la fin du plus long litige de l’histoire […] Cette législation est une reconnaissance de la connexion profondément spirituelle entre l’iwi Whanganui et son fleuve ancestral ». Il s'agit du premier cours d'eau à se voir accorder un tel statut.
Le 20 mars, une décision du même ordre est prise par la haute cour de l'État himalayen de l'Uttarakhand qui décrète que le Gange et la Yamuna sont des « entités vivantes ». La Cour suprême de l'Inde annule finalement la décision.